# ان‌جی‌سی ۵۹۲۷
ان‌جی‌سی ۵۹۲۷ (انگلیسی: NGC 5927) یک خوشه کروی در صورت فلکی گرگ است.